# Khúc côn cầu trên cỏ tại Đại hội Thể thao Đông Nam Á 2023 – Giải đấu Nam
Giải đấu Nam nội dung Khúc côn cầu trên cỏ tại Đại hội Thể thao Đông Nam Á 2023 diễn ra từ ngày 9 đến 16 tháng 5 năm 2023 tại Sân vận động Quốc gia Morodok Techo, Phnôm Pênh, Campuchia. Có tổng cộng 5 đội tham gia giải đấu.

## Đội hình thi đấu
| Campuchia (CAM) | Indonesia (INA) | Malaysia (MAS) |
| --- | --- | --- |
| - Huấn luyện viên trưởng: Rana Asif Maqsood - Chanty Chorn - Rasheed Ammar - Nokhaiz Ahmad - Khawar Shaib - Prosith Heng - Rana Ur - Rana Ammar - Arslan Muhamad - Ravuth Kean - Yasir Muhamad - Aamir Khan - Rehman Abdul - Seu Sey - Chheng Ho - Koemsan Sie - Salman Butt - Visal Sok - Rana Anas                                                | - Huấn luyện viên trưởng: Krishnamurthy Gobinathan - Rumaropen Julius - Muhamad Fadli - Alam Asrul - Rahmad Astri - Atwo Frank - Asasi Ahdan - Ardam - Fajar Alam - Priliandro Revo - Prastyo Alfandy - Efendi Jerry - Raditya Derangga - Fathur Mochamad - Wibowo Arthur - Maulana Nurul - Al Akbar Abdullah - Al Ardh Aulia - Guntara Andrea                                                                      | - Huấn luyện viên trưởng: Muhamad Amin Rahim - Mohamad Rafaizul Saini - Muhammad Najib Abu Hassan - Wan Muhammad Najmie - Muhamad Ramadan Rosli - Faris Harizan - Perabu Tangaraja - Azmilmuizzudin Misron - Harris Iskandar Osman - Mughni Kamal - Alfarico Lance Liau Jr - Muhammad Addy Jazmi Jamlus - Shahmie Irfan Suhaimi - Muhammad Danish Aiman - Mohd Zaimi Mat Deris - Andywalfian Jeffrynus - Amirul Hamizan Azahar - Muhammad Adam Ashraf Johari - Muhammad Danish Danial |
| Singapore (SGP) | Thái Lan (THA) | |
| - Huấn luyện viên trưởng: Krishnan Vijayan Naidu - Xuan Wee Wei - Kent Loo - Fariz Basir - Enrico Marican - Jaspal Grewal - Dineshraj Naidu - Darren Sia - Silas Noor - Ashriq Zul'kepli - Ramanan Thulasiram - Abu Nufail - Lee Yap Wee - Dawnraj Rengasamy - Hariraj Naidu - Zaki Zulkarnan - Bazil Kahar - Jeremiah Balakrishnan - Gugan Sandran | - Huấn luyện viên trưởng: Kim Kyung Soo - Wistawas Phosawang - Kraiwich Thawichat - Tanwa Yongthong - Kritsada Chueamkaew - Sadakorn Vimuttanon - Aphiwat Thanperm - Ratthawit Khamkong - Worawut Kaeochianghwang - Chutiphong Samoema - Kritsana Phumee - Nattapong Trisom - Borirak Harapan - Chanachol Rungniyom - Suriya Kasonbua - Wirawat Singthong - Thanakrit Boon-Art - Tanakit Juntakian - Somrat Boontam | |

## Kết quả

### Vòng bảng
| VT | Đội           | ST | T | H | B | BT | BB | HS  | Đ  | Giành quyền tham dự                 |
| -- | ------------- | -- | - | - | - | -- | -- | --- | -- | ----------------------------------- |
| 1  | Malaysia      | 4  | 4 | 0 | 0 | 19 | 5  | +14 | 12 | Tiến tới Trận tranh huy chương Vàng |
| 2  | Singapore     | 4  | 2 | 1 | 1 | 15 | 8  | +7  | 7  | Tiến tới Trận tranh huy chương Vàng |
| 3  | Indonesia     | 4  | 2 | 1 | 1 | 10 | 7  | +3  | 7  | Huy chương Đồng                     |
| 4  | Thái Lan      | 4  | 1 | 0 | 3 | 4  | 14 | −10 | 3  | Huy chương Đồng                     |
| 5  | Campuchia (H) | 4  | 0 | 0 | 4 | 2  | 16 | −14 | 0  |                                     |

| 9 tháng 5 năm 2023 15:00 |

| Singapore                                | 2–2     | Indonesia              |
| ---------------------------------------- | ------- | ---------------------- |
| Zul'kepli Ashriq 4' · Marican Enrico 19' | Báo cáo | Al Ardh Aulia 46', 59' |

| Trọng tài: Ali Shahbaz (Bangladesh) Thipak Kanabathu (Thái Lan) |

| 9 tháng 5 năm 2023 19:30 |

| Thái Lan                                     | 2–1     | Campuchia        |
| -------------------------------------------- | ------- | ---------------- |
| Harapan Borirak 5' · Chueamkaew Kritsada 21' | Báo cáo | Khawar Shaib 57' |

| Trọng tài: Salman (Indonesia) Shigeki Kodama (Nhật Bản) |

| 10 tháng 5 năm 2023 17:00 |

| Malaysia | 6–0     | Campuchia |
| --- | ------- | --------- |
| Hassan Najib 3' · Azahar Amirul 18' · Muhammad Danish Aiman 20' · Liau Alfarico 44' · Shahmie Irfan Suhaimi 54' · Adam Ashraf 59' | Báo cáo |           |

| Trọng tài: Noppadon Prompim (Thái Lan) Hari Silvarajoo (Singapore) |

| 11 tháng 5 năm 2023 09:30 |

| Thái Lan                | 1–2     | Indonesia                                 |
| ----------------------- | ------- | ----------------------------------------- |
| Chueamkaew Kritsada 11' | Báo cáo | Al Akbar Abdullah 47' · Maulana Nurul 54' |

| Trọng tài: Shigeki Kodama (Nhật Bản) Thipak Kanabathu (Thái Lan) |

| 11 tháng 5 năm 2023 17:00 |

| Singapore                                 | 3–4     | Malaysia                                                      |
| ----------------------------------------- | ------- | ------------------------------------------------------------- |
| Noor Silas 36', 52' · Naidu Dineshraj 45' | Báo cáo | Azahar Amirul 14', 45' · Liau Alfarico 42' · Hassan Najib 56' |

| Trọng tài: Salman (Indonesia) Ali Shahbaz (Bangladesh) |

| 12 tháng 5 năm 2023 17:15 |

| Indonesia                                                            | 4–0     | Campuchia |
| -------------------------------------------------------------------- | ------- | --------- |
| Al Ardh Aulia 21', 60' · Al Akbar Abdullah 28' · Priliandro Revo 42' | Báo cáo |           |

| Trọng tài: Ali Shahbaz (Bangladesh) Shigeki Kodama (Nhật Bản) |

| 13 tháng 5 năm 2023 08:00 |

| Thái Lan | 0–5     | Malaysia                                                                  |
| -------- | ------- | ------------------------------------------------------------------------- |
|          | Báo cáo | Shahmie Irfan Suhaimi 11', 19', 48' · Hassan Najib 16' · Harris Osman 28' |

| Trọng tài: Salman (Indonesia) Hari Silvarajoo (Singapore) |

| 13 tháng 5 năm 2023 14:00 |

| Campuchia        | 1–4     | Singapore                                     |
| ---------------- | ------- | --------------------------------------------- |
| Rasheed Ammar 8' | Báo cáo | Zul'kepli Ashriq 23', 46' · Loo Kent 48', 50' |

| Trọng tài: Noppadon Prompim (Thái Lan) Thipak Kanabathu (Thái Lan) |

| 14 tháng 5 năm 2023 14:00 |

| Malaysia                                                                            | 4–2     | Indonesia                 |
| ----------------------------------------------------------------------------------- | ------- | ------------------------- |
| Shahmie Irfan Suhaimi 27' · Hassan Najib 27' · Harris Osman 35' · Azahar Amirul 42' | Báo cáo | Raditya Derangga 43', 44' |

| Trọng tài: Ali Shahbaz (Bangladesh) Hari Silvarajoo (Singapore) |

| 14 tháng 5 năm 2023 16:00 |

| Singapore                                                                                                | 6–1     | Thái Lan            |
| --- | ------- | ------------------- |
| Zul'kepli Ashriq 16' · Marican Enrico 22' · Loo Kent 30', 51' · Kahar Bazil 36' · Thulasiram Ramanan 44' | Báo cáo | Phumee Kritsana 52' |

| Trọng tài: Salman (Indonesia) Shigeki Kodama (Nhật Bản) |

### Tranh huy chương vàng
| 16 tháng 5 năm 2023 16:30 |

| Malaysia                                   | 3–0     | Singapore |
| ------------------------------------------ | ------- | --------- |
| Azahar Amirul 15', 37' · Liau Alfarico 47' | Báo cáo |           |

| Trọng tài: Ali Shahbaz (Bangladesh) Shigeki Kodama (Nhật Bản) |

## Bảng xếp hạng cuối cùng
| Thứ hạng | Đội tuyển |
| -------- | --------- |
| 1        | Malaysia  |
| 2        | Singapore |
| 3        | Indonesia |
| 3        | Thái Lan  |
| 5        | Campuchia |